# Nikola Šafarić
Nikola Šafarić (1981. március 11. –) horvát válogatott labdarúgó.

## Sikerei, díja
HNK Rijeka
- Horvát labdarúgó-bajnokság (első osztály) bronzérmes: 2008-09

NK Inter-Zaprešić
- Horvát labdarúgó-bajnokság (másodosztály) bajnok: 2014-15

Horvátország
- Carlsberg kupa bronzérmes: 2006

## Mérkőzései a horvát válogatottban
| #  | Dátum               | Ellenfél  | Eredmény | Kiírás              | Esemény |
| -- | ------------------- | --------- | -------- | ------------------- | ------- |
| 1. | 2004. augusztus 18. | Izrael    | 1 – 0    | barátságos mérkőzés | 77'     |
| 2. | 2006. január 29.    | Dél-Korea | 0 – 2    | Carlsberg kupa      | 70'     |
| 3. | 2006. február 1.    | Hong Kong | 4 – 0    | Carlsberg kupa      | 77'     |